# Pilsner Urquell

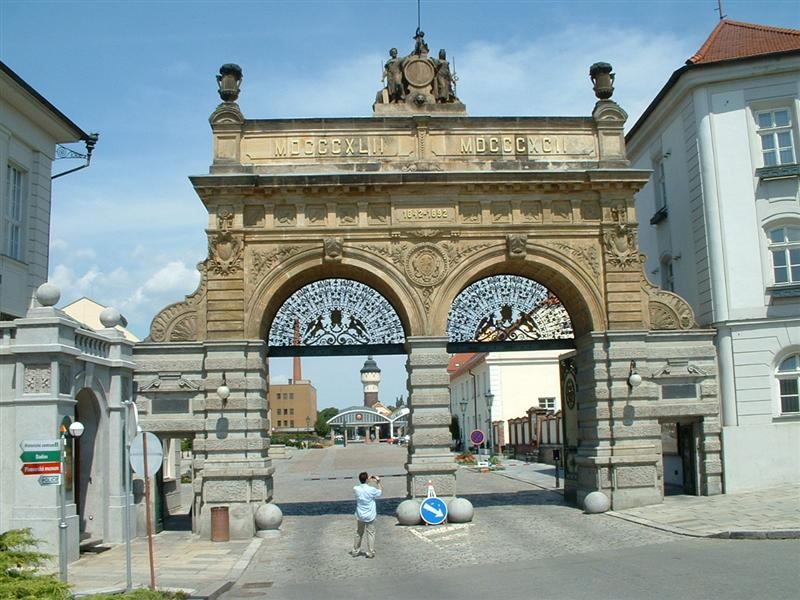
Huvudporten till det bryggeri där man gör Pilsner Urquell.

Pilsner Urquell är ett underjäst öl som bryggts sedan 1842 på bryggeriet Plzeňský prazdroj i Plzeň (ty: Pilsen) (där det bryggts öl sedan åtminstone år 1295 när kung Václav II gav 260 hushåll rätt att brygga öl till husbehov). Ortens namn har senare givit upphov till benämningen pilsner för öl av samma typ som Pilsner Urquell.
När Pilsner Urquell 1842 skapades av bayraren Josef Groll var detta banbrytande, då det mesta öl som bryggdes vid den tiden, åtminstone i regionen, var mörkt och grumligt, medan pilsner är ljust  i färgen och klart. Smaken är relativt besk, vilket beror på humlehalten. Alkoholhalten på en standard Pilsner Urquell är 4,4 volymprocent.